# Hypomyces perniciosus
Hypomyces perniciosus är en svampart som beskrevs av Magnus 1888. Hypomyces perniciosus ingår i släktet Hypomyces och familjen Hypocreaceae.   Inga underarter finns listade i Catalogue of Life.